# Экспедиция FAMOUS

Область исследования Срединно-Атлантического рифта в рамках проекта FAMOUS

Экспедиция FAMOUS (англ. French-American Mid-Ocean Underwater Survey, Франко-американское подводное исследование срединной зоны океана) — глубоководное исследование Срединно-Атлантического рифта и процессов, связанных с образованием новой океанической коры в зоне расхождения двух плит — Африканской и Американской. Экспедиция была организована в соответствии с соглашением о сотрудничестве между Национальным управлением океанографических и атмосферных исследований [NOAA] (США) и Национальным центром по эксплуатации океанов (CXEMO) (Франция). Соглашение было подписано в 1970 году после посещения США премьер-министром Франции Жоржем Помпиду. Со стороны Франции экспедицию возглавил Клод Риффо, со стороны США — Дж. Хейрцлер. Научным руководителем был назначен француз Ксавье Ле Пишон.

## Цель исследования
До экспедиции FAMOUS учёным приходилось пользоваться экстраполяцией геологических данных, полученных в результате измерений с надводных судов. Это было необходимо  для изучения явлений, происходящих на месте образования океанской коры, из-за толщи водяных слоёв. Однако к началу 70-х годов XX века ситуация принципиально изменилась: были созданы пилотируемые глубоководные аппараты, позволяющие осуществлять маневрирование и визуальное обследование океанического дна на глубинах от 3 до 11 километров, а также сбор коренных пород. Кроме того, была создана спутниковая навигационная система, позволяющая осуществить точные погружения глубоководных аппаратов в заданные секторы дна океана. Надводные научно-исследовательские суда были оснащены приборами, позволяющими достигнуть недоступной до этого времени точности: узколучевыми эхолотами и гидролокаторами бокового обзора. Они позволили получить данные о рельефе океанского дна.
Океанологи, океанографы, геологи, вулканологи и петрологи, объединив свои усилия и знания по тектонике плит, а также существующим «пробелам», сформулировали цель предстоящих исследований. 26 ноября 1971 года в Вудс-Холе (Океанографический институт США en:Woods Hole Oceanographic Institution) были намечены основные задачи эксперимента: изучить явления, происходящие на месте новообразования коры, а именно в Срединно-Атлантическом рифте, ориентировочно на глубине 3000 метров.
В апреле 1972 года Национальная академия наук США одобрила научную программу FAMOUS и уведомила об этом NOAA. Было решено, что в экспедиции будут участвовать три глубоководных аппарата: от Франции — «Архимед» и «SP-3000 (Сиана)», от США — «Алвин».
Программой предусматривались две фазы исследования: первую предстояло начать одному «Архимеду» в начале августа 1973 года, а вторую — одновременно трём упомянутым глубоководным аппаратам в июле-августе 1974 года. С помощью аппаратов предполагалось изучить ширину и строение рифтовой долины и трансформных разломов, процессы, связанные с образованием новой коры в зоне расхождения плит, а также отбирать пробы коренных пород.
По предложению Ксавье Ле Пишона экспедицию решили назвать FAMOUS (French American Mid Ocean Under-sea Study) — «Франко-американское подводное исследование срединной зоны океана».

## Выбор района исследования
Многократные погружения глубоководных аппаратов планировалось в зоне Срединно-Атлантического рифта — на его границах, и в области расщелины. Районом исследований был выбран участок рифта, расположенный в 350 милях к юго-западу от Азорских островов. Для данного района с конца июля до середины августа характерны умеренные ветра. Кроме того, неподалеку находится порт Понта-Делгада и остров Санта-Мария с аэропортом. Согласно ранее собранной геологической и геофизической информации, указанный глубоководный участок исследования длиной 20 и шириной 4-5 километров являлся наиболее «характерным» для изучения. С одной стороны, он находился на пересечении рифта и трансформного разлома, с другой стороны, дно рифта в этом районе очень узкое: 3 — 4 км. Были определены сектора погружений для каждого глубоководного аппарата. «Архимеду» предстояло изучить северную зону участка — пересечение рифта с трансформным разломом, где глубина превышала 3000 метров. «Алвину» отводилась южная зона. Сектора были размечены с помощью установленных на дне маяков.

## Техническое обеспечение экспедиции

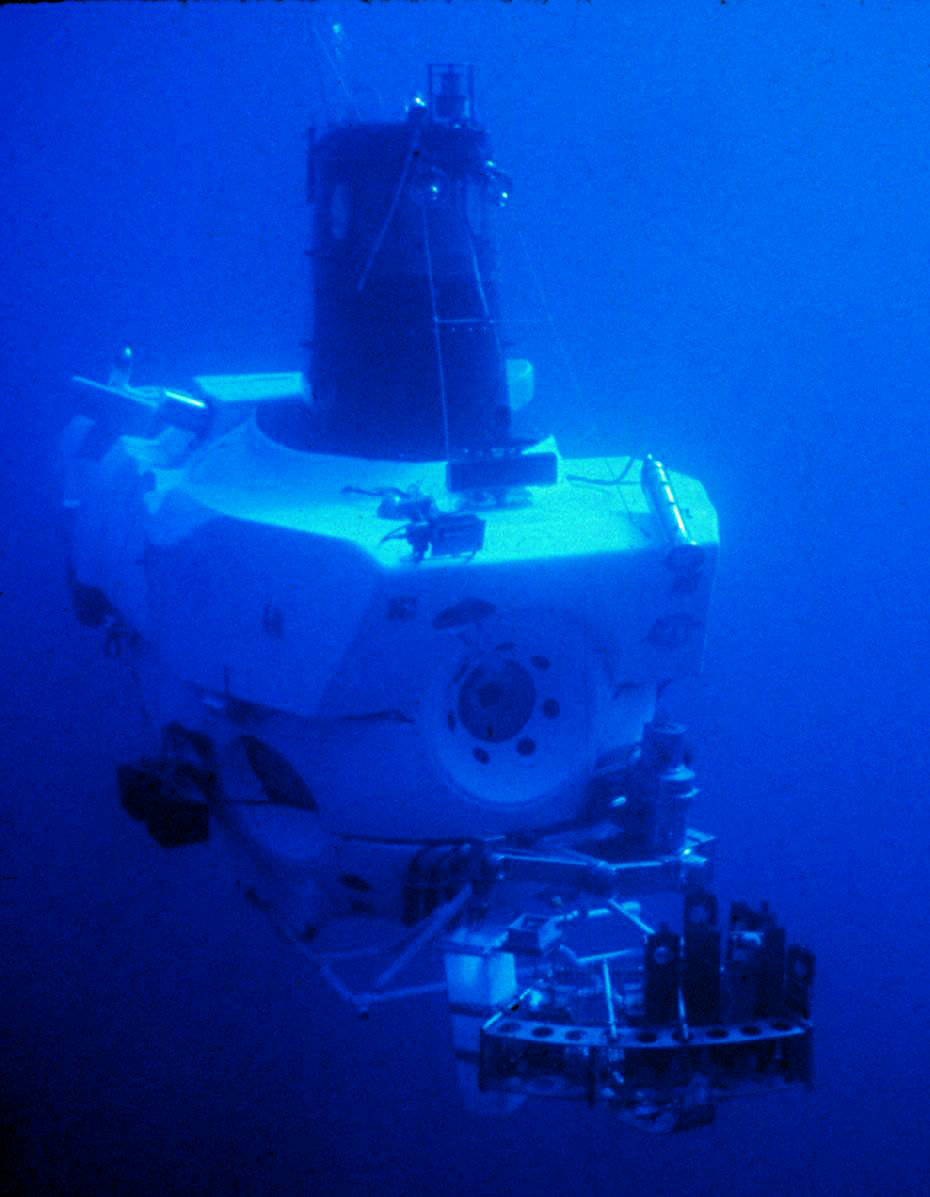
Подводный аппарат ALVIN Океанографический институт Вудс-Хоула в 1978 году

Перед началом операции планировалось установить географическую и геологическую картину исследуемой зоны, а также обследовать морское дно с помощью эхолотов и гидролокаторов. Кроме того, необходимо было измерить течения в рифтовой долине, для чего планировалось установить измерители течений. Пилоты опасались, что слишком сильные течения могут отбросить аппараты на отвесную скалу, так как, к примеру, «Алвин» не мог преодолевать течения скоростью свыше 1,5 узла. Следуя намеченному плану, зону исследований планировалось буквально «прочесать» надводными американскими, французскими, английскими и советскими судами. Около двадцати надводных судов участвовало в предварительном исследовании рифтовой зоны.
На поверхности моря были установлены акустические буи по триангуляционной схеме с целью точного определения места эпицентра возможного микроземлетрясения — предвестника крупных сейсмических волн с катастрофическими последствиями. Спутниковая навигация и заранее спущенные на дно акустические маяки способствовали точечному погружения глубоководных аппаратов, оснащённых акустической подводной связью, в заданный сектор. Техническое сопровождение экспедиции осуществляли надводные суда: «Марсель ле Биан» — подводного аппарата «Архимед»; «Норуа» — аппарата «SP-3000 (Сиана)»; «Кнорр» и катамаран «Лулу» — аппарата «Алвин».
К примеру, катамаран «Лулу», для погружения «Алвина» в заданный сектор, должен был развернуться носом к ветру (при качке до 2,5 метров) и удерживаться в таком положении в течение двадцати минут с целью оценки экипажем скорости поверхностного течения — «величины сноса». Затем, с учётом направленности к северу глубинных течений, вносилась поправка в положение катамарана.
В экспедиции также принимали участие суда «Жан Шарко» и «Д. Антрекасто». Кроме того, научно-исследовательское судно «Гломар Челленджер» осуществляло глубоководное бурение вулканических пород рифта.

## Результаты исследований
К 3 сентября 1974 года «Архимед» совершил 19 погружений, «Сиана» — 15, «Алвин» — 17. На глубине до 3000 метров был пройден путь длиною в 91 км у самого дна (на высоте не более 5 метров) в условиях «исключительно сложного рельефа». В 167 пунктах были собраны образцы горных пород общим весом 2 тонны. Возраст коренных пород превысил 100 000 лет. В течение 228 часов погружений было сделано 23 000 фотографий и записаны телевизионные съёмки продолжительностью более 100 часов.
17 июля 1973 года «Алвин» застрял в трещине — гьяре (зияющая трещина в центральной зоне рифтовой долины срединно-океанского хребта). Гьяры возникают под действиям сил, растягивающих две литосферные плиты в разные стороны. Трещина прогрессирует до тех пор, пока не достигнет магмы. Гьяры выступают в роли щелей, через которые происходит извержение и образуется вулкан.
В серии погружений «Алвин» с интервалами по 400 км прошёл с севера на юг примерно 1500 км вдоль центральной оси рифта, начиная с южной окраины горы Венера через горы Плутон и Уран Срединно-Атлантического хребта. Исследования, проведённые батискафом «Алвин», показали, что горы Венера и Плутон являются продуктом молодых вулканов, а область между этими горами образована лавой, вытекшей из вулканов. Эта зона представляет собой сплошное поле трещин (гьяров), которые достигают несколько десятков метров в ширину и более 10 метров в глубину. По мере удаления от оси рифта борта трещин возрастают. Трещины и разломы вытянуты в том же направлении, что и рифт. Кроме того, вдоль рифта происходит чередование образования трещин и извержений.
В августе 1974 года «Архимед» совершил пять удачных погружений на стык рифта и трансформаторного разлома. Была установлена ширина зоны, разделяющей Американскую и Африканскую плиты. Она составила менее 1 км. Однако, несмотря на малую ширину, пограничные зоны оказались очень сложными. В результате изысканий была создана геологическая модель рифта и трансформного разлома.
Человек впервые визуально наблюдал процесс рождения руд в недрах океанского дна. А точное картирование этих глубоководных гидротермальных месторождений стало одним из достижений экспедиции «FAMOUS».